# Willem II van Bronckhorst

Het wapen van Willem II van Bronkhorst vertoont naast de leeuw (nog zonder kroon) ook een barensteel; zijn vader voerde een geheel ander wapen, zonder leeuw.

Willem II van Bronckhorst (eerste vermelding 1241 - vóór 1294) was heer van Bronckhorst en heer van Rekem en de zoon van Gijsbert III van Bronckhorst en Kunigonda van Oldenburg.

## Levensloop
Willem werd een bekend gezicht aan het Gelderse hof. Hij getuigde vele malen voor de Gelderse hertog bij allerlei gelegenheden. Ook treedt hij als scheidsrechter op bij een van de vele geschillen tussen Gelre en Kleef. In 1274 treedt hij zelf handelend op wanneer hij met de kosteres van Elten een horige man ruilt voor een horige vrouw. Een van de belangrijkste getuigenissen van Willem II is zijn medeborgstelling, als een van de negentien edelen, bij het huwelijk van Reinoud I van Gelre met Margaretha van Vlaanderen in 1286.
Willem II is legeraanvoerder tijdens de Limburgse Successieoorlog (1283-1288) waarin hertog Jan I van Brabant zijn aanspraken op Limburg verdedigt tegen graaf Reinoud I van Gelre. Deze oorlog eindigt met de bloedige slag bij Woeringen bij Keulen. Een pijnlijke nederlaag voor de Geldersen.
Willem is overleden omstreeks 1290 in Bronckhorst Gelderland, ongeveer 61 jaar oud.

### Huwelijk en kinderen
Willem van Bronckhorst trouwde voor 1260 met Irmgard van Randerode. Zij was de dochter van Lodewijk van Randerode.
Uit hun huwelijk zijn de volgende kinderen geboren:
- Kunigunde van Bronckhorst (ovl. 29 maart 1299). Zij trouwde in 1270 met Otto II van Dale (1245-1282), graaf van Dale en heer van Diepenheim, zoon van Hendrik II van Dale (geboren 1215) en Bertha van Bentheim (geboren 1210)
- Gijsbert IV van Bronckhorst (ovl. 1317)
- Lodewijk van Bronkhorst (ovl. waarschijnlijk kort na 3 juli 1314), domproost van Hamburg (1302-1314), proost van Sint-Ansgar te Bremen (vóór 1329)
- Johannes van Bronckhorst (ovl. 26 juni 1346). Hij was proost van Elst en de Oudmünsterkerk te Utrecht. In 1322-1323, en mogelijk ook in 1341, is hij electbisschop van Utrecht, maar hij wist het niet tot bisschop te brengen.
- Heilwig van Bronkhorst. Zij trouwt met van Hendrik graaf van Holstein (ovl. 1304).
- Floris van Bronkhorst (ovl. 1307). Electaartsbisschop van Hamburg.[3]